# Molde Idrettspark
Molde Idrettspark (dawniej Molde Stadion) – wielofunkcyjny stadion w Molde, w Norwegii. Został otwarty 28 sierpnia 1955 roku. Może pomieścić 15 000 widzów. Swoje mecze rozgrywa na nim klub piłkarski SK Træff. Do 1998 roku, kiedy to otwarto nowy piłkarski stadion, swoje spotkania na stadionie rozgrywał także Molde FK.